# Ragnarok (serial telewizyjny)
Ragnarok – norweski serial telewizyjny z gatunku fantasy dostępny na platformie Netflix, który reinterpretuje mitologię nordycką. Akcja toczy się we współczesnym, fikcyjnym norweskim mieście Edda w regionie Hordaland, które jest nawiedzane przez zmiany klimatyczne i zanieczyszczenie przemysłowe spowodowane fabrykami należącymi do miejscowej rodziny Jutul (w rzeczywistości Eddę grało położone w Hordalandzie miasto Odda). Jutulowie to tak naprawdę cztery Jötnar (istoty nadprzyrodzone) udające rodzinę. Rzuca im wyzwanie Magne, nastoletni chłopak, który jest zaskoczony, gdy dowiaduje się, że jest reinkarnacją Thora, nordyckiego boga piorunów. Zaczyna walczyć przeciwko tym, którzy niszczą miasto po tajemniczej śmierci swojej przyjaciółki. W drugim sezonie dołączają do niego inni ludzie, którzy wcielają się w inne nordyckie bóstwa.
Serial miał premierę w styczniu 2020 roku, a drugi sezon został wydany w maju 2021 roku. To trzeci norweskojęzyczny serial telewizyjny stworzony przez Netflix, po Home for Christmas i Lilyhammer. Producentem serialu jest duńska firma produkcyjna SAM Productions.
W listopadzie 2021 roku Herman Tømmeraas, który gra postać Fjora, potwierdził, że serial powróci z trzecim i ostatnim sezonem. Trzeci sezon został wydany 24 sierpnia 2023 roku.

## Obsada i postacie

### Główna
- David Stakston jako Magne Seier powraca do Eddy jako uczeń szkoły średniej. Reinkarnacja Thora, boga piorunów.
- Jonas Strand Gravli jako Laurits Seier, młodszy przyrodni brat Magne i syn Vidara. Jest reinkarnacją i reinterpretacją Lokiego, boga psot.
- Herman Tømmeraas jako Fjor, uczeń szkoły średniej, „syn” w rodzinie Jutulów, gigantów z mitologii nordyckiej.
- Theresa Frostad Eggesbø jako Saxa, „córka” w rodzinie Jutulów ucząca się w szkole średniej.
- Emma Bones jako Gry, miłość Magnego i Fjora.
- Henriette Steenstrup  jako Turid Seier, matka Magnego i Lauritsa, żona Asbjorna.
- Synnøve Macody Lund jako Ran, dyrektorka szkoły średniej i „matka” w rodzinie Jutulów.
- Gísli Örn Garðarsson jako Vidar, CEO Jutul Industries, „ojciec” w rodzinie Jutulów i biologiczny ojciec Lauritsa.

### Drugoplanowa
- Ylva Bjørkås Thedin jako Isolde Eidsvoll, przyjaciółka Magnego zaangażowana w ochronę środowiska.
- Odd-Magnus Williamson jako Erik Eidsvoll, ojciec Isolde, nauczyciel w szkole średniej.
- Bjørn Sundquist jako Wotan Wagner, starszy mieszkaniec domu opieki, reinkarnacja Odyna, boga mądrości i króla bogów.
- Eli Anne Linnestad jako Wenche, kasjerka w supermarkecie. Jej prawdziwa tożsamość to Völva. Odkrywa moce Magnego, Imana i Wotana.
- Tani Dibasey jako Oscar Bjørnholt, uczeń szkoły średniej, który spędza czas z Fjorem.
- Iselin Shumba Skjævesland jako Yngvild Bjørnholt, komendant lokalnej policji, matka Oscara.
- Danu Sunth jako Iman Reza, nowa uczennica szkoły średniej. Jest reinkarnacją Freyji, bogini miłości, zdolnej do manipulacji umysłami.
- Billie Barker jako Signy, nowa miłość Magnego.
- Benjamin Helstad jako Harry, mechanik i bokser. Jest reinkarnacją Týra, boga wojny.
- Espen Sigurdsen jako Halvor Lange, lekarz w domu opieki, „mroczny elf” lub krasnoludzki kowal.
- Fridtjov Såheim jako Sindre, doradca szkolny.
- Vebjørn Enger jako Jens, reinkarnacja Baldra, boga światła.
- Ruben Rosbach jako Kiwi, reinkarnacja Heimdalla, boga przewidywania.

## Lista odcinków
| Seria | Seria | Odcinki | Odcinki | Premiera         |
| ----- | ----- | ------- | ------- | ---------------- |
|       | 1     | 6       | 6       | 31 stycznia 2020 |
|       | 2     | 6       | 6       | 27 maja 2021     |
|       | 3     | 6       | 6       | 24 sierpnia 2023 |

### Seria 1 (2020)
| Nr | # | Tytuł                     | Tytuł polski          | Reżyseria       | Scenariusz                             | Premiera         |
| -- | - | ------------------------- | --------------------- | --------------- | -------------------------------------- | ---------------- |
| 1  | 1 | New Boy                   | Nowy chłopak          | Mogens Hagedorn | Adam Price                             | 31 stycznia 2020 |
| 2  | 2 | 541 Meters                | 541 metrów            | Mogens Hagedorn | Simen Alsvik                           | 31 stycznia 2020 |
| 3  | 3 | Jutulheim                 | Jutulheim             | Mogens Hagedorn | Marietta von Hausswolff von Baumgarten | 31 stycznia 2020 |
| 4  | 4 | Ginnungagap               | Ginnungagap           | Jannik Johansen | Christian Gamst Miller-Harris          | 31 stycznia 2020 |
| 5  | 5 | Atomic Number 48          | Liczba atomowa 48     | Jannik Johansen | Christian Gamst Miller-Harris          | 31 stycznia 2020 |
| 6  | 6 | Yes, We Love This Country | Tak, kochamy ten kraj | Jannik Johansen | Jacob Katz Hansen                      | 31 stycznia 2020 |

### Seria 2 (2021)
| Nr | # | Tytuł                                       | Tytuł polski                                 | Reżyseria           | Scenariusz                      | Premiera     |
| -- | - | ------------------------------------------- | -------------------------------------------- | ------------------- | ------------------------------- | ------------ |
| 7  | 1 | Brothers in Arms                            | Jak bracia                                   | Mogens Hagedorn     | Adam Price & Emilie Lebech Kaae | 27 maja 2021 |
| 8  | 2 | What Happened to the Nice, Old Lady?        | Co się stało z uroczą starszą panią?         | Mogens Hagedorn     | Adam Price & Emilie Lebech Kaae | 27 maja 2021 |
| 9  | 3 | Power to the People                         | Władza w ręce ludzi                          | Mogens Hagedorn     | Adam Price & Emilie Lebech Kaae | 27 maja 2021 |
| 10 | 4 | God Is God, Though All Men Death Had Tasted | Bóg jest Bogiem, choć ludzie zaznali śmierci | Mogens Hagedorn     | Adam Price & Emilie Lebech Kaae | 27 maja 2021 |
| 11 | 5 | Know Yourself                               | Poznaj samego siebie                         | Mads Kamp Thulstrup | Adam Price & Emilie Lebech Kaae | 27 maja 2021 |
| 12 | 6 | All You Need Is Love                        | Wystarczy miłość                             | Mads Kamp Thulstrup | Adam Price & Emilie Lebech Kaae | 27 maja 2021 |

### Seria 3 (2023)
| Nr | # | Tytuł                 | Tytuł polski          | Reżyseria       | Scenariusz                      | Premiera         |
| -- | - | --------------------- | --------------------- | --------------- | ------------------------------- | ---------------- |
| 13 | 1 | War Is Over           | Wojna się skończyła   | Mogens Hagedorn | Adam Price & Emilie Lebech Kaae | 24 sierpnia 2023 |
| 14 | 2 | Till Death Do Us Part | Dopóki śmierć nas nie | -               | -                               | 24 sierpnia 2023 |
| 15 | 3 | Losing My Religion    | Już nie wierzę        | -               | -                               | 24 sierpnia 2023 |
| 16 | 4 | My Precious           | To, co najcenniejsze  | -               | -                               | 24 sierpnia 2023 |
| 17 | 5 | A Farewell to Arms    | Pożegnanie z bronią   | -               | -                               | 24 sierpnia 2023 |
| 18 | 6 | Ragnarok              | Ragnarok              | -               | -                               | 24 sierpnia 2023 |